# Famille Béldi
La famille Béldi d'Uzon (en hongrois : uzoni Béldi család) est une ancienne famille aristocratique hongroise.

## Origines
Les Béldi sont une famille sicule de Transylvanie. Le premier ancêtre connu est Benedek Béldi, cité dans un acte de donation en 1383. Titrée comte en 1770.

## Membres notoires
- Pál Béldi (hu), (1621-1679), officier général, grand-juge royal du siège de Három (Háromszék) en Transylvanie, főispán de Belső-Szolnok.
- Mihály Béldi (hu), (1707-1804), poète.
- comte Ferenc Béldi (1798-1880), főispán Küküllő.
- comte Ákos Béldi (1846-1932), főispán du comté de Kolozs, administrateur, membre à la Chambre haute
- comte Miklós Béldi (hu), (1925-2007), enseignant et ornithologue.